# Pierre Plateau

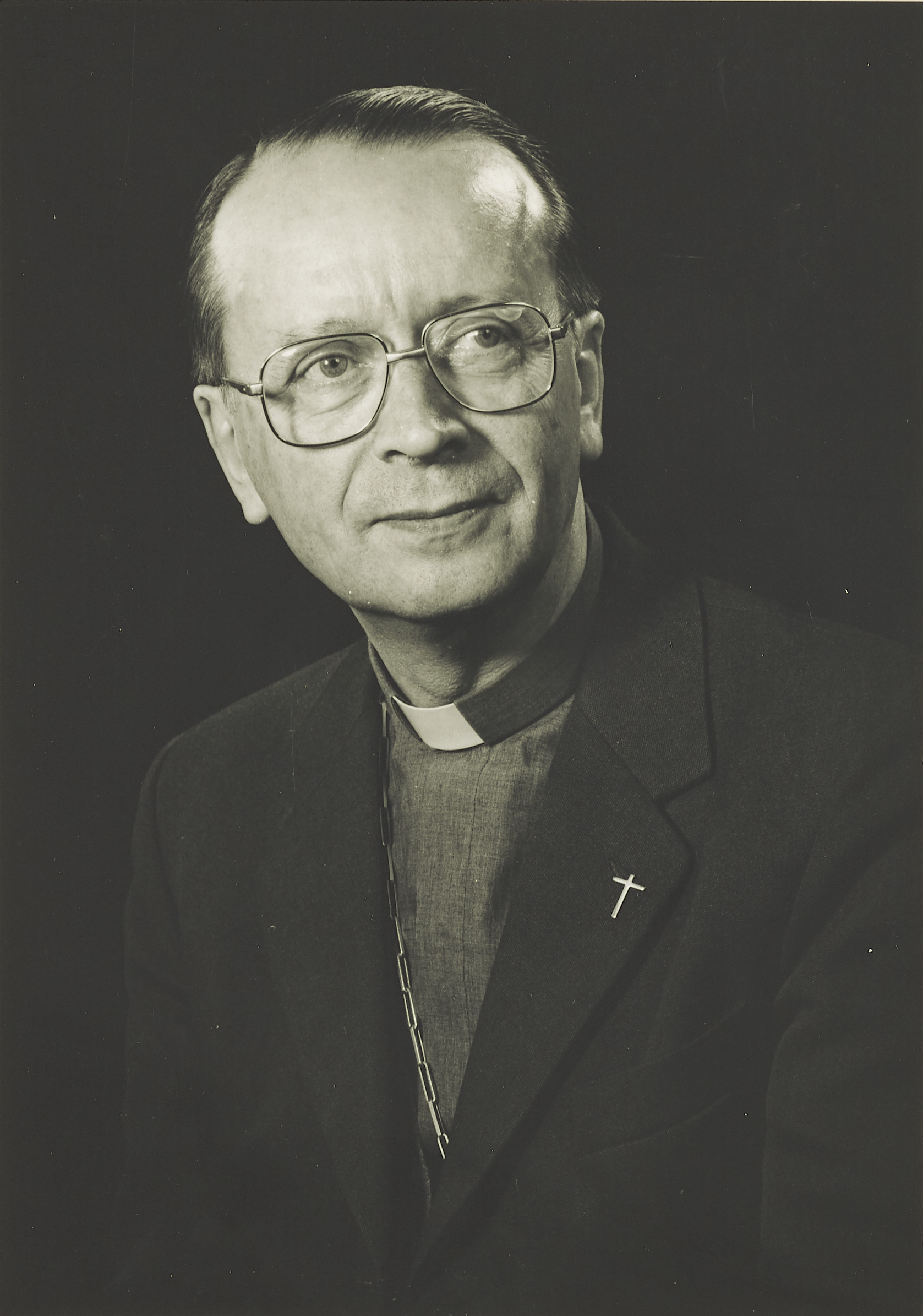
Pierre Plateau (1984)

Pierre Marie Léon Augustin Plateau (* 10. Januar 1924 in Saint-Servan, Département Ille-et-Vilaine, Frankreich; † 26. April 2018 in Saint-Malo) war ein französischer römisch-katholischer Geistlicher und Erzbischof von Bourges.

## Leben
Pierre Plateau empfing nach seiner Ausbildung am Couvent des Cordeliers de Dinan am 28. Juni 1947 die Priesterweihe für das Erzbistum Rennes. Er war Lehrer für Philosophie an der Institution Saint-Malo und von 1974 bis 1979 Diözesandirektor der katholischen Erziehung in Rennes.
Papst Johannes Paul II. ernannte ihn am 2. Februar 1979 zum Titularbischof von Gunela und zum Weihbischof in Rennes. Der Erzbischof von Rennes, Paul Kardinal Gouyon, spendete ihm am 22. April desselben Jahres die Bischofsweihe; Mitkonsekratoren waren Jean Honoré, Bischof von Évreux, und Eugène-Marie Ernoult, Erzbischof von Sens. Am 8. April 1984 wurde er zum Erzbischof von Bourges ernannt. 1985 und 1986 war er Bischofsbegleiter der französischen Sport- und Kulturvereinigung (FSCF).
Im Dezember 1987 klagte Plateau gemeinsam mit dem Bischof von Angoulême, Georges Rol, gegen die französische Regierung, da diese eine Reform des Schulunterrichts zum Nachteil des Katechismus plante.
Am 25. April 2000 nahm Johannes Paul II. sein aus Altersgründen vorgebrachtes Rücktrittsgesuch an. Plateau zog sich anschließend in seine bretonische Heimat zurück und starb 2018 im Krankenhaus von Saint-Malo. Seine Beisetzung fand am 7. Mai 2018 statt.